# Eupithecia cinerae
Eupithecia cinerae är en fjärilsart som beskrevs av Charles Stuart Gregson 1888. Eupithecia cinerae ingår i släktet Eupithecia och familjen mätare. Inga underarter finns listade i Catalogue of Life.